# Morgan Arritola
Morgan Arritola (* 13. Mai 1986 in Bend) ist eine ehemalige US-amerikanische Skilangläuferin und Langstreckenläuferin.

## Werdegang
Arritola trat im Januar 2005 bei einem Rennen des Nor-Am Cups in Soldier Hollow erstmals bei einem internationalen Rennen an. Bei den Juniorenweltmeisterschaften im März des Jahres in Rovaniemi belegte sie den 25. Platz in der Doppelverfolgung und den 36. im 5-Kilometer-Einzelrennen. Nachdem sie zu Beginn des Winters 2005/06 nur an einem Nor-Am Cup in Fairbanks teilgenommen hatte, konnte sie bei den US-Meisterschaften in Soldier Hollow Silber über 15 und 10 Kilometer gewinnen. Bei den Juniorenweltmeisterschaften 2006 in Kranj konnte sie nur Platzierungen im hinteren Teil des Feldes belegen. In der Saison 2006/07 nahm sie an mehreren Continental Cups des Nor-Am Cups und der U.S. SuperTour teil. Dabei konnte sie mehrfach Plätze unter den besten fünf belegen. Bei den US-Meisterschaften im Januar 2007 in Houghton verpasste sie jedoch ein einstelliges Ergebnis. Einen Monat später wurde sie in der Weltcup-Staffel in Davos eingesetzt. Im Anschluss nahm sie an mehreren Alpencup-Rennen teil, wobei ein 13. Platz in Oberstdorf ihr bestes Ergebnis blieb. Im März 2007 nahm sie an den U23-Weltmeisterschaften in Tarvisio teil, wo sie einen 23. und 25. Platz belegte. Zum Saisonende trat sie noch bei zwei Rennen der US Super Tour an.
Im Winter 2007/08 trat Arritola fast nur bei Rennen in Nordamerika an. Mitte Dezember konnte sie dabei ein Rennen der US Super Tour in Soldier Hollow gewinnen. Bei den US-Kurzstreckenmeisterschaften im Januar in Houghton belegte sie über 10 Kilometer den dritten Platz. Kurz darauf nahm sie im Kanadischen Canmore erstmals an einem Weltcup-Einzelrennen teil. Mit dem 24. Platz konnte sie dabei auf Anhieb Weltcuppunkte gewinnen. Die einzigen Rennen der Saison in Europa bestritt sie bei den U23-Weltmeisterschaften in Mals, wo sie einen 11. und 18. Platz belegte. Anfang Februar 2008 nahm sie an den Kanadischen Meisterschaften in Whistler teil, verpasste aber als vierte über 5 Kilometer das Podest nur knapp. Zum Saisonabschluss konnte die bei den US-Langstreckenmeisterschaften in Fairbanks sowohl in der Doppelverfolgung als auch über 30 Kilometer Silber gewinnen.
Nachdem sie zu Beginn der Saison 2008/09 wieder bei mehreren Continentalcuprennen gestartet war, nahm sie Mitte Januar am Weltcup in Whistler teil, wo sie weitere Weltcuppunkte gewinnen konnte. Bei der folgenden U23-WM in Praz de Lys konnte sie in beiden Rennen, an denen sie teilnahm, eine Platzierung unter den besten 8 erzielen. Nachdem sie bei einem weiteren Weltcup in Valdidentro gestartet war, nahm sie an den Nordischen Skiweltmeisterschaften 2009 in Liberec teil. Nachdem sie im 10-Kilometer-Einzelrennen und in der Doppelverfolgung Platzierungen unter den besten dreißig verpasst hatte, wurde ein 22. Rang im 30-Kilometer Freistilrennen ihr bestes WM-Ergebnis. In der Staffel belegte sie gemeinsam mit Kikkan Randall, Elizabeth Stephen und Caitlin Compton den 14. und damit vorletzten Rang. Nachdem sie im Anschluss an die Weltmeisterschaften noch bei Alpencuprennen in Métabief gestartet war, konnte sie bei den wieder in Fairbanks ausgetragenen US-Meisterschaften zum Saisonabschluss Silber über 30 Kilometer gewinnen.
In der Saison 2009/10 trat sie regelmäßig im Weltcup an. Obwohl sie bei einem Saisonvorbereitungsrennen über 10 Kilometer in Beitostølen zunächst noch den 24. Platz belegen konnte, wurde sie beim Weltcupauftakt eine Woche später an gleicher Stelle über dieselbe Distanz nur 71. Auch bei sämtlichen weiteren Weltcups zu Saisonbeginn verpasste sie die Punkteränge. Erst Anfang Februar konnte sie beim Weltcup in Canmore als 24. wieder Weltcuppunkte gewinnen. Im Anschluss nahm sie an den Olympischen Winterspielen 2010 in Vancouver teil. In der Saison 2010/11 erreichte sie in La Clusaz mit dem 19. Platz im 15-Kilometer-Massenstartrennen ihr bestes Ergebnis im Weltcupeinzel. Bei den nordischen Skiweltmeisterschaften 2011 in Oslo errang sie den 43. Platz im 15-Kilometer-Verfolgungsrennen und den 21. Platz im 30-Kilometer-Massenstartrennen.
Arritola ist Distanzspezialistin, bei ihren wenigen Einsätzen im Sprint landete sie meist abgeschlagen auf hinteren Plätzen.
2013 und 2015 gewann sie die US-amerikanischen Meisterschaften im Berglauf.